# Shaftesbury Theatre
Lo Shaftesbury Theatre è un teatro del West End situato nel distretto londinese di Camden, in Inghilterra.

## Storia

### Prince's Theatre
Fu progettato per i fratelli Walter e Frederick Melville da Bertie Crewe e inaugurato il 26 dicembre 1911 con il nome New Prince's Theatre con una riduzione teatrale de I tre moschettieri. Ebbe all'inizio una capienza di 2 392 spettatori con un palcoscenico largo 9,7 metri e profondo 9,45. Nel 1914 fu ribattezzato Prince's Theatre.
Fu l'ultimo teatro ad essere costruito in Shaftesbury Avenue e si trova vicino a New Oxford Street. Ebbero grande successo per 18 settimane alcune opere comiche di Gilbert e Sullivan portate in scena dalla D'Oyly Carte Opera Company nel 1919. Queste opere divennero un'attrazione fissa dello stabile negli anni venti, inframmezzate da altre produzioni teatrali. Basil Rathbone recitò al Prince's Theatre nel maggio 1933 nei panni di Julian Beauclerc in un revival di Diplomacy. La Compagnia D'Oyly Carte tornò a esibirsi nel teatro nel 1942.

### Shaftesbury Theatre
Il Prince's Theatre fu venduto alla EMI nel 1962, e l'anno successivo prese il nome Shaftesbury Theatre. Negli anni sessanta vi furono rappresentate per lunghi periodi alcune produzioni di Broadway, tra cui il musical Gentlemen Prefer Blondes nel 1962 e How to Succeed in Business Without Really Trying nel 1963. In seguito fu portato in scena il musical Hair, per il quale David Bowie fece invano un provino nel 1969. Hair fu rappresentato per 1 998 volte fino al 1973, quando lo spettacolo fu interrotto dopo il crollo di una parte del soffitto.
Si temette per un periodo che il teatro venisse abbattuto per far posto a un nuovo progetto di sviluppo edilizio, ma una campagna portata avanti dal sindacato degli artisti Equity riuscì a farlo inserire nella lista dei palazzi di speciale interesse storico e culturale. Fu quindi dichiarato monumento di classe II da English Heritage nel marzo 1974.
Riaprì l'anno dopo con il musical West Side Story. Tra le produzioni che ebbero maggiori repliche negli anni ottanta vi furono They're Playing Our Song (1980) e Follies (1987). Negli anni novanta vi furono invece Kiss of the Spider Woman (1992), Definite Article (1995) e Rent (1998). Durante la ristrutturazione di fine decennio della Royal Opera House nel vicino Covent Garden, allo Shaftesbury si tennero alcuni spettacoli musicali come il Paul Bunyan di Benjamin Britten.

#### XXI secolo
Nel marzo del 2006 fu sottoposto a una ristrutturazione e dopo la riapertura ha ospitato diversi revival, tra cui la prima europea del musical di Broadway Hairspray, vincitore di un Tony Award (2007-2010), Flashdance the Musical (2010-2011), Memphis (2014-2015), e Motown: The Musical (2016). La struttura è di proprietà della Theatre of Comedy Company, che la rilevò nel 1984.